# Campeonato Mundial de Balonmano Masculino de 1986
El XI Campeonato Mundial de Balonmano Masculino se celebró en Suiza entre el 25 de febrero y el 8 de marzo de 1986 bajo la organización de la Federación Internacional de Balonmano (IHF) y la Federación Suiza de Balonmano.

## Primera fase

### Grupo A
| Equipo     | J | G | E | P | G+ | G- | DG  | PTS |
| ---------- | - | - | - | - | -- | -- | --- | --- |
| Yugoslavia | 3 | 3 | 0 | 0 | 80 | 70 | +10 | 6   |
| RDA        | 3 | 2 | 0 | 1 | 71 | 64 | +7  | 4   |
| URSS       | 3 | 1 | 0 | 2 | 73 | 72 | +1  | 2   |
| Cuba       | 3 | 0 | 0 | 3 | 75 | 93 | -18 | 0   |

- Resultados

| Fecha | Partido    | Partido | Partido | Resultado |
| ----- | ---------- | ------- | ------- | --------- |
| 25.02 | RDA        | -       | Cuba    | 28-24     |
| 25.02 | Yugoslavia | -       | URSS    | 26-22     |
| 27.02 | Yugoslavia | -       | Cuba    | 32-28     |
| 27.02 | RDA        | -       | URSS    | 23-18     |
| 28.02 | Yugoslavia | -       | RDA     | 22-20     |
| 28.02 | URSS       | -       | Cuba    | 33-23     |

### Grupo B
| Equipo  | J | G | E | P | G+ | G- | DG | PTS |
| ------- | - | - | - | - | -- | -- | -- | --- |
| RFA     | 3 | 3 | 0 | 0 | 57 | 51 | +6 | 6   |
| Suiza   | 3 | 1 | 1 | 1 | 50 | 50 | 0  | 3   |
| España  | 3 | 0 | 2 | 1 | 49 | 53 | -4 | 2   |
| Polonia | 3 | 0 | 1 | 2 | 57 | 59 | -2 | 1   |

- Resultados

| Fecha | Partido | Partido | Partido | Resultado |
| ----- | ------- | ------- | ------- | --------- |
| 25.02 | RFA     | -       | Polonia | 21-20     |
| 25.02 | Suiza   | -       | España  | 15-15     |
| 26.02 | RFA     | -       | España  | 18-14     |
| 26.02 | Suiza   | -       | Polonia | 18-17     |
| 28.02 | RFA     | -       | Suiza   | 18-17     |
| 28.02 | Polonia | -       | España  | 20-20     |

### Grupo C
| Equipo         | J | G | E | P | G+ | G- | DG  | PTS |
| -------------- | - | - | - | - | -- | -- | --- | --- |
| Corea del Sur  | 3 | 2 | 0 | 1 | 76 | 65 | +11 | 4   |
| Rumania        | 3 | 2 | 0 | 1 | 68 | 64 | +4  | 4   |
| Islandia       | 3 | 2 | 0 | 1 | 65 | 71 | -6  | 4   |
| Checoslovaquia | 3 | 0 | 0 | 3 | 58 | 67 | -9  | 0   |

- Resultados

| Fecha | Partido       | Partido | Partido        | Resultado |
| ----- | ------------- | ------- | -------------- | --------- |
| 25.02 | Rumania       | -       | Checoslovaquia | 23-18     |
| 25.02 | Islandia      | -       | Corea del Sur  | 21-30     |
| 26.02 | Islandia      | -       | Checoslovaquia | 19-18     |
| 26.02 | Rumania       | -       | Corea del Sur  | 22-21     |
| 28.02 | Islandia      | -       | Rumania        | 25-23     |
| 28.02 | Corea del Sur | -       | Checoslovaquia | 25-22     |

### Grupo D
| Equipo    | J | G | E | P | G+ | G- | DG  | PTS |
| --------- | - | - | - | - | -- | -- | --- | --- |
| Hungría   | 3 | 3 | 0 | 0 | 71 | 62 | +9  | 6   |
| Suecia    | 3 | 2 | 0 | 1 | 70 | 60 | +10 | 4   |
| Dinamarca | 3 | 1 | 0 | 2 | 69 | 67 | +2  | 2   |
| Argelia   | 3 | 0 | 0 | 3 | 53 | 74 | -21 | 0   |

- Resultados

| Fecha | Partido   | Partido | Partido   | Resultado |
| ----- | --------- | ------- | --------- | --------- |
| 25.02 | Suecia    | -       | Argelia   | 24-16     |
| 25.02 | Hungría   | -       | Dinamarca | 25-21     |
| 27.02 | Dinamarca | -       | Argelia   | 27-18     |
| 27.02 | Hungría   | -       | Suecia    | 23-22     |
| 28.02 | Hungría   | -       | Argelia   | 23-19     |
| 28.02 | Suecia    | -       | Dinamarca | 24-21     |

## Segunda fase

### Grupo I
| Equipo     | J | G | E | P | G+  | G-  | DG  | PTS |
| ---------- | - | - | - | - | --- | --- | --- | --- |
| Yugoslavia | 5 | 5 | 0 | 0 | 112 | 95  | +17 | 10  |
| RDA        | 5 | 3 | 0 | 2 | 109 | 92  | +17 | 6   |
| España     | 5 | 2 | 1 | 2 | 92  | 87  | +5  | 5   |
| RFA        | 5 | 2 | 0 | 3 | 88  | 97  | -9  | 4   |
| URSS       | 5 | 2 | 0 | 3 | 104 | 109 | -5  | 4   |
| Suiza      | 5 | 0 | 1 | 4 | 82  | 107 | -25 | 1   |

- Resultados

| Fecha | Partido    | Partido | Partido    | Resultado |
| ----- | ---------- | ------- | ---------- | --------- |
| 02.03 | RDA        | -       | Suiza      | 23-16     |
| 02.03 | URSS       | -       | RFA        | 23-20     |
| 02.03 | Yugoslavia | -       | España     | 18-17     |
| 04.03 | RDA        | -       | RFA        | 24-15     |
| 04.03 | Suiza      | -       | Yugoslavia | 19-27     |
| 04.03 | URSS       | -       | España     | 17-25     |
| 06.03 | Yugoslavia | -       | RFA        | 19-17     |
| 06.03 | RDA        | -       | España     | 19-21     |
| 06.03 | URSS       | -       | Suiza      | 24-15     |

### Grupo II
| Equipo        | J | G | E | P | G+  | G-  | DG  | PTS |
| ------------- | - | - | - | - | --- | --- | --- | --- |
| Hungría       | 5 | 5 | 0 | 0 | 122 | 108 | +14 | 10  |
| Suecia        | 5 | 4 | 0 | 1 | 112 | 93  | +19 | 8   |
| Islandia      | 5 | 2 | 0 | 3 | 114 | 117 | -3  | 4   |
| Dinamarca     | 5 | 2 | 0 | 3 | 107 | 117 | -10 | 4   |
| Rumania       | 5 | 1 | 0 | 4 | 78  | 93  | -15 | 2   |
| Corea del Sur | 5 | 1 | 0 | 4 | 132 | 137 | -5  | 2   |

- Resultados

| Fecha | Partido       | Partido | Partido   | Resultado |
| ----- | ------------- | ------- | --------- | --------- |
| 02.03 | Rumania       | -       | Suecia    | 20-25     |
| 02.03 | Corea del Sur | -       | Dinamarca | 27-31     |
| 02.03 | Islandia      | -       | Hungría   | 20-21     |
| 04.03 | Islandia      | -       | Dinamarca | 25-16     |
| 04.03 | Rumania       | -       | Hungría   | 17-19     |
| 04.03 | Corea del Sur | -       | Suecia    | 26-29     |
| 06.03 | Corea del Sur | -       | Hungría   | 28-34     |
| 06.03 | Rumania       | -       | Dinamarca | 16-18     |
| 06.03 | Islandia      | -       | Suecia    | 23-17     |

## Fase final

### Partidos de clasificación
Undécimo lugar
| Fecha | Partido¹ | Partido¹ | Partido¹      | Resultado |
| ----- | -------- | -------- | ------------- | --------- |
| 08.03 | Suiza    | -        | Corea del Sur | 27-22     |

- (¹) – En Zúrich.

Noveno lugar
| Fecha | Partido¹ | Partido¹ | Partido¹ | Resultado |
| ----- | -------- | -------- | -------- | --------- |
| 07.03 | Rumania  | -        | URSS     | 25-21     |

- (¹) – En Olten.

Séptimo lugar
| Fecha | Partido¹ | Partido¹ | Partido¹  | Resultado |
| ----- | -------- | -------- | --------- | --------- |
| 07.03 | RFA      | -        | Dinamarca | 25-18     |

- (¹) – En Basilea.

Quinto lugar
| Fecha | Partido¹ | Partido¹ | Partido¹ | Resultado |
| ----- | -------- | -------- | -------- | --------- |
| 07.03 | España   | -        | Islandia | 24-22     |

- (¹) – En Olten.

### Tercer lugar
| Fecha | Partido¹ | Partido¹ | Partido¹ | Resultado |
| ----- | -------- | -------- | -------- | --------- |
| 08.03 | RDA      | -        | Suecia   | 24-23     |

- (¹) – En Basilea.

### Final
| Fecha | Partido¹   | Partido¹ | Partido¹ | Resultado |
| ----- | ---------- | -------- | -------- | --------- |
| 08.03 | Yugoslavia | -        | Hungría  | 24-22     |

- (¹) – En Zúrich.

## Medallero
|            |         |     |
| Yugoslavia | Hungría | RDA |

## Estadísticas

### Clasificación general
| 1. Yugoslavia      |
| 2. Hungría         |
| 3. RDA             |
| 4. Suecia          |
| 5. España          |
| 6. Islandia        |
| 7. RFA             |
| 8. Dinamarca       |
| 9. Rumania         |
| 10. URSS           |
| 11. Suiza          |
| 12. Corea del Sur  |
| 13. Checoslovaquia |
| 14. Polonia        |
| 15. Cuba           |
| 16. Argelia        |

### Máximos goleadores
| N.º | Nombre          | País          | Goles |
| --- | --------------- | ------------- | ----- |
| 1   | Kang Jae-Won    | Corea del Sur | 67    |
| 2   | Julián Duranona | Cuba          | 50    |
| 3   | Björn Jilsén    | Suecia        | 47    |
| 4   | Péter Kovács    | Hungría       | 45    |
| 5   | Kristján Arason | Islandia      | 41    |